# Louis Fontaine
Pour les articles homonymes, voir Fontaine.
Louis (Alphonse) Fontaine, né le 26 novembre 1909 à Besançon (Doubs) et mort en action le 7 septembre 1944 dans la même ville, est un résistant français,,.
Membre des Forces françaises de l'intérieur, il est blessé à l'ennemi durant la Libération de Besançon,. Louis Fontaine est reconnu mort pour la France,, homologué soldat FFI,,, inscrit à Notre-Dame de la Libération, au monument aux morts et au Livre d’Or des habitants de Besançon Morts pour la France. 